# هیروکو ناگامینه
هیروکو ناگامینه (انگلیسی: Hiroko Nagamine؛ زادهٔ ۱۹ مارس ۱۹۷۹) بدمینتون‌باز اهل ژاپن بود.